# カバラの戦い
カバラの戦いは、シケリア戦争中に発生したカルタゴとシュラクサイの戦いで、シュラクサイが勝利した。
この戦いがいつ発生したかは不明であり、紀元前378年から紀元前375年の何れかの年と考えられる。カバラの正確な場所も不明である（シケリア西部と推定される）。
ディオニュシオス1世がシュラクサイ軍を率い、マゴ2世がカルタゴ軍を率いた。ディオドロスによると、カルタゴ軍は戦死10,000、捕虜5,000の損害を受け、マゴ2世は戦死した。カルタゴはアフリカとサルディニアでの反乱にも苦しんでおり、講和を考慮せざるを得なかった。しかしディオニュシオスはカルタゴがシケリア全土から撤退することを求めたため講和は決裂した。

## 参考資料
1. ↑  A historical commentary on Diodorus Siculus, Book 15, P. J. Stylianou p200
2. ↑  A HISTORY OF SICILY 491-289 BC, AlLCROFT, p108
3. ↑  Diodorus_Siculus/15,15